# Elecciones generales de Gabón de 1973
Las elecciones generales se llevaron a cabo en Gabón el 25 de febrero de 1973. El país era entonces un estado unipartidista dominado por el Partido Democrático Gabonés, por lo que este obtuvo el 100% de los votos, ocupando todos los escaños de la Asamblea Nacional, que fue ampliada de 47 a 70 escaños. Omar Bongo, que ejercía la presidencia tras la muerte de Léon M'Ba en 1967, fue elegido para un mandato de seis años sin oposición. La participación electoral fue del 97.8%.

## Resultados

### Presidencial
| Candidato                          | Partido                            | Votos   | %    |
| ---------------------------------- | ---------------------------------- | ------- | ---- |
| Omar Bongo                         | Partido Democrático Gabonés        | 515.841 | 100  |
| Votos anulados                     | Votos anulados                     | 2.091   | –    |
| Total                              | Total                              | 517.932 | 100  |
| Votantes registrados/participación | Votantes registrados/participación | 529.828 | 97.8 |
| Fuente: Nohlen et al.              |                                    |         |      |

### Legislativo
| Partido                            | Votos   | %    | Escaños | +/– |
| ---------------------------------- | ------- | ---- | ------- | --- |
| Partido Democrático Gabonés        | 515.841 | 100  | 70      | +21 |
| Votos anulados                     | 2.091   | –    | –       | –   |
| Total                              | 517.932 | 100  | 70      | +21 |
| Votantes registrados/participación | 529.828 | 97.8 | –       | –   |
| Fuente: Nohlen et al.              |         |      |         |     |